# Троицкая улица (Петергоф)
Тро́ицкая у́лица — улица в городе Петергофе Петродворцового района Санкт-Петербурга. Проходит от Гостилицкого шоссе до Гостилицкого шоссе возле Старо-Гостилицкого шоссе.
Ранее это была деревня Троицкая Гора. Название в форме Троицкая улица возникло в 1990-х годах. Однако нумерация домов по улице в целом хаотичная, что более характерно именно для территориальных зон (коей была деревня), нежели для улицы.
Ранее Троицкой улицей была Лесная улица (переименована в 1920-х годах).